# Arndale Board

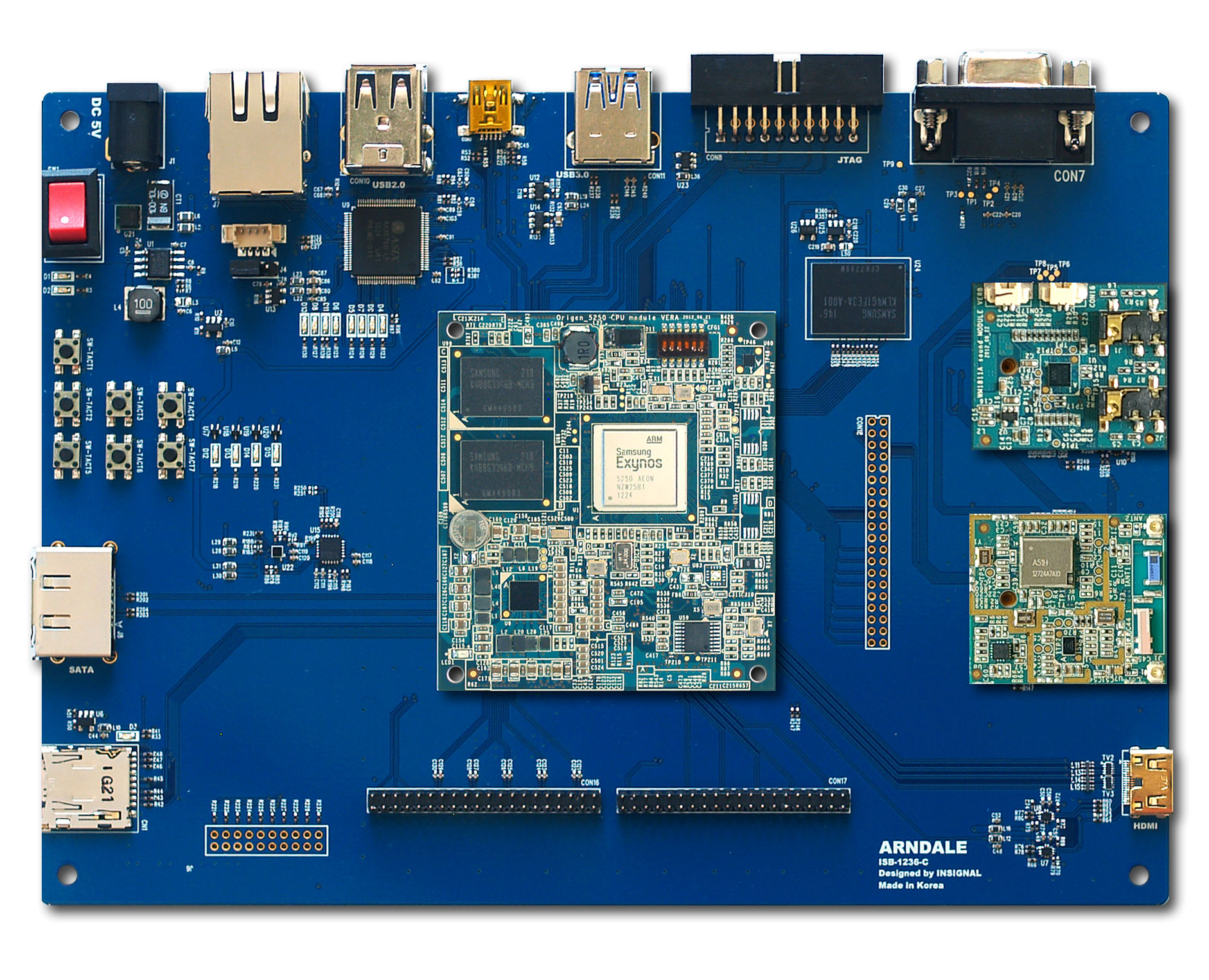
Carte Arndale 5250 A

La carte Arndale Board est un ordinateur monocarte, initialement orienté développement, fonctionnant autour d'un SoC d'architecture ARM. La première version, nommée « ARNDALE-5250-A » est dotée d'un SoC Samsung Exynos 5250 (Cortex A15 MPCore double cœur à 1.7Ghz et Mali-T604 quadruple cœur). Elle est capable d'atteindre 72 GFlops, à comparer aux 50 GFlops de l'A6X qui équipe les derniers[Quand ?] iPad.

## Matériel
Initialement vendu à 249 $ US, la ARNDALE-5250-A est composée d'une carte mère dite de base et de deux cartes filles interchangeables. La carte mère comporte : 
- 1 sortie HDMI
- 1 port USB 3.0
- 2 port USB 2.0
- 1 port micro USB device OTG
- 1 port JTAG
- 1 port externe UART (RS-232C série)
- 1 port SATA externe compatible 1.0/2.0/3.0
- 1 port I2C  quatre canaux, interne.
- 1 lecteur de carte micro SD
- 1 entrée 5 V continue

La carte CPU comporte :
- Exynos 5250 à 1,7 GHz
- 2 Go de RAM DDR3L à 800 MHz

### Cartes de développement Exynos
- Odroid-X
- Origen 4 Quad

### Autres cartes de développement ARM
- Cubieboard
- Raspberry Pi